# Діцгельцталь
Діцгельцталь (нім. Dietzhölztal) — громада в Німеччині, знаходиться в землі Гессен. Підпорядковується адміністративному округу Гіссен. Входить до складу району Лан-Дилль.
Площа — 37,45 км2. Населення становить 5536 ос. (станом на 31 грудня 2020).

## Географії

### Адміністративний поділ
Громада  складається з 4 районів:
- Еверсбах
- Мандельн
- Ріттерсгаузен
- Штайнбрюккен